# Église Saint-Étienne-le-Vieux
Pour les articles homonymes, voir Saint-Étienne (homonymie).
L'église Saint-Étienne-le-Vieux, aussi appelée Vieux-Saint-Étienne, est une ancienne église, aujourd'hui en partie ruinée, située dans le centre-ville ancien de Caen. Elle ne doit pas être confondue avec l'église Saint-Étienne (ancienne abbatiale de l'abbaye aux Hommes) située à proximité. C'est d'ailleurs à cause de son illustre voisine que le Vieux-Saint-Étienne reçut, dès le XIe siècle, le qualificatif de « Vieux ». 
Cette église fait l’objet d’un classement au titre des monuments historiques depuis le 22 août 1903. Elle avait avant cette date déjà été classée dans la première liste de 1840, mais retirée, à l'instar d'autres d'édifices du Calvados, lorsque cette liste fut mise à jour.
L'édifice est aujourd'hui désaffecté, depuis la Révolution française, et partiellement ruiné depuis les bombardements de 1944.

## Histoire
L'église a probablement été fondée au Xe siècle quand la ville de Caen connait son premier essor notable. Elle est mentionnée pour la première fois dans les chartes octroyées par Guillaume le Conquérant aux deux abbayes caennaises sous le nom de sanctus Stephanus vetus vers 1067. Le qualificatif « le Vieux » permet de la distinguer de l'église abbatiale Saint-Étienne construite à partir du XIe siècle.
Exposée le long des remparts de la ville, elle fut très endommagée pendant la guerre de Cent ans, notamment pendant le siège de 1417. Elle est reconstruite pendant et après l'occupation anglaise. De cette époque, date la tour-lanterne octogonale.
La paroisse faisait partie du doyenné de Caen, dans le diocèse de Bayeux.
Le 1er mars 1780, le parlement de Rouen confirme un arrêt du bailliage de Caen ordonnant le transfert des cimetières urbains en dehors de la ville. En 1784-1785, le cimetière de la paroisse Saint-Étienne est donc transféré vers le cimetière des Quatre-Nations.
Désaffectée en 1793, elle n'est pas rendue au culte en 1802, l'ancienne abbatiale reprenant le rôle d'église paroissiale. Peu entretenue, l'église menace bientôt ruine. Classée en 1840, elle est fermée au public en 1844 du fait de son délabrement. Menacée de démolition, elle est sauvée in extremis grâce à l'action d'Arcisse de Caumont et d'Antoine Charma. La société des antiquaires de Normandie envisage d'utiliser l’église pour y installer ses collections, mais le musée des antiquaires de Normandie est finalement aménagé dans l'ancien collège du Mont situé à proximité. La ville y entrepose des fragments architecturaux jusqu'à leur dépôt dans le musée en 1926.
En 1944, elle est atteinte par un obus visant une colonne de chars allemands qui stationnait à proximité. La nef est en grande partie détruite. Depuis cette date, l'église n'a pas fait l'objet de travaux de restauration. Son état de conservation ne permet donc pas son ouverture au public.
En décembre 2023, la ville annonce que l'église Saint-Étienne-le-Vieux doit faire l'objet de travaux de restauration en vue de son ouverture au public au deuxième trimestre 2026,.

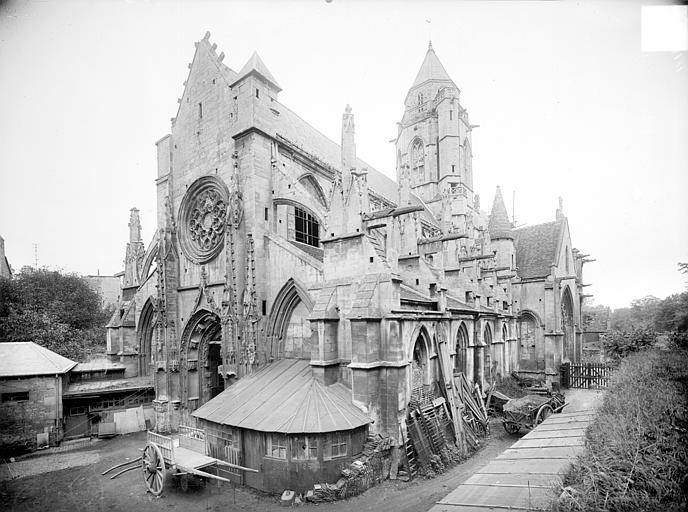
Une vue générale (avant 1927).
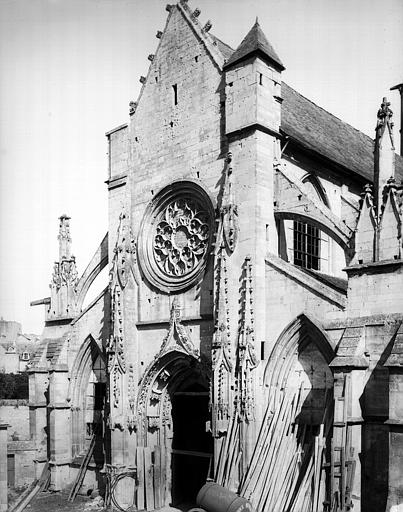
Le portail principal (avant 1923).
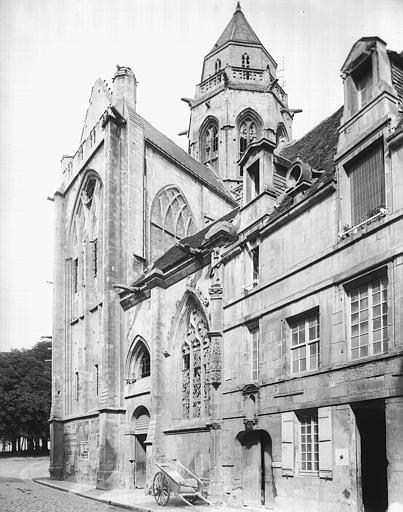
Le chevet sur la rue Arcisse-de-Caumont (avant 1923).
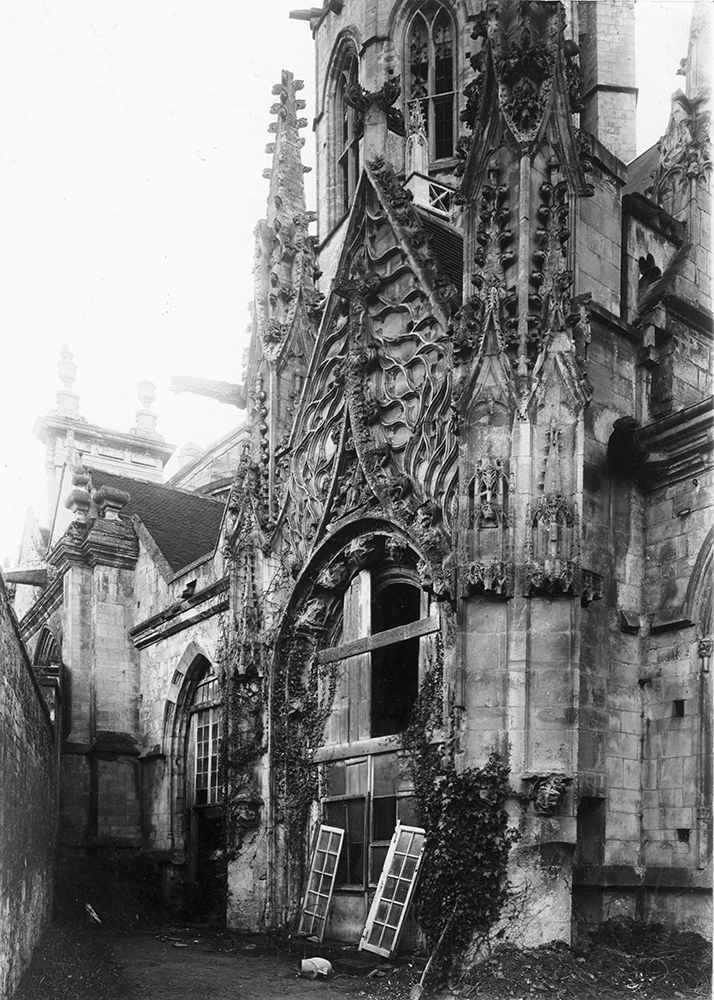
Cliché du XIXe siècle.

## Architecture
La nef est partagée en cinq travées et le chœur en deux travées. La nef est entourée des deux côtés par des collatéraux. Ces derniers étaient prolongées par des galeries dans le chœur ne formant pas déambulatoire, le chevet de l'église étant plat.
L’église est orientée du nord-ouest au sud-est, le chœur étant légèrement désaxé.

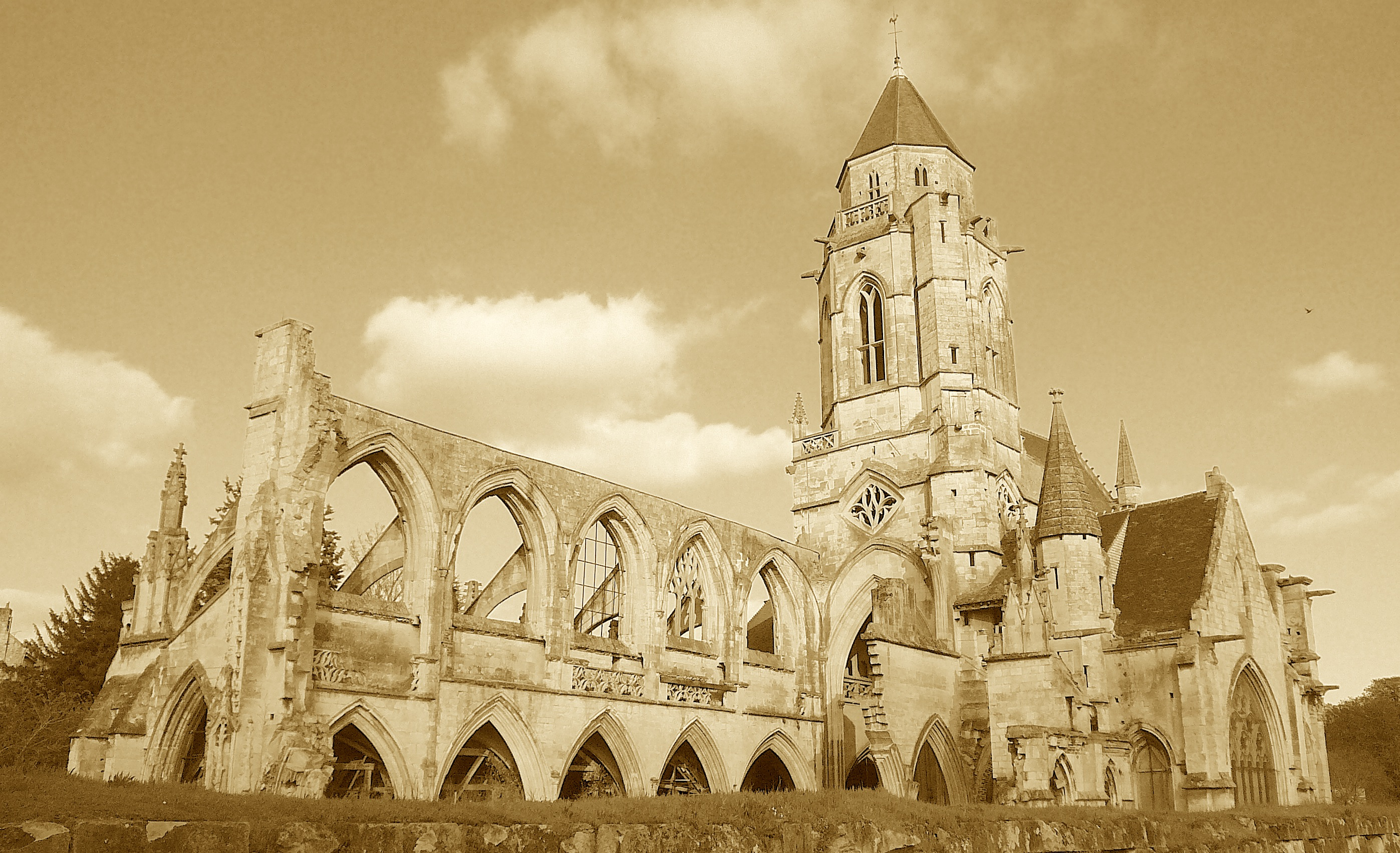
Saint-Étienne-le-Vieux et sa nef en ruine.
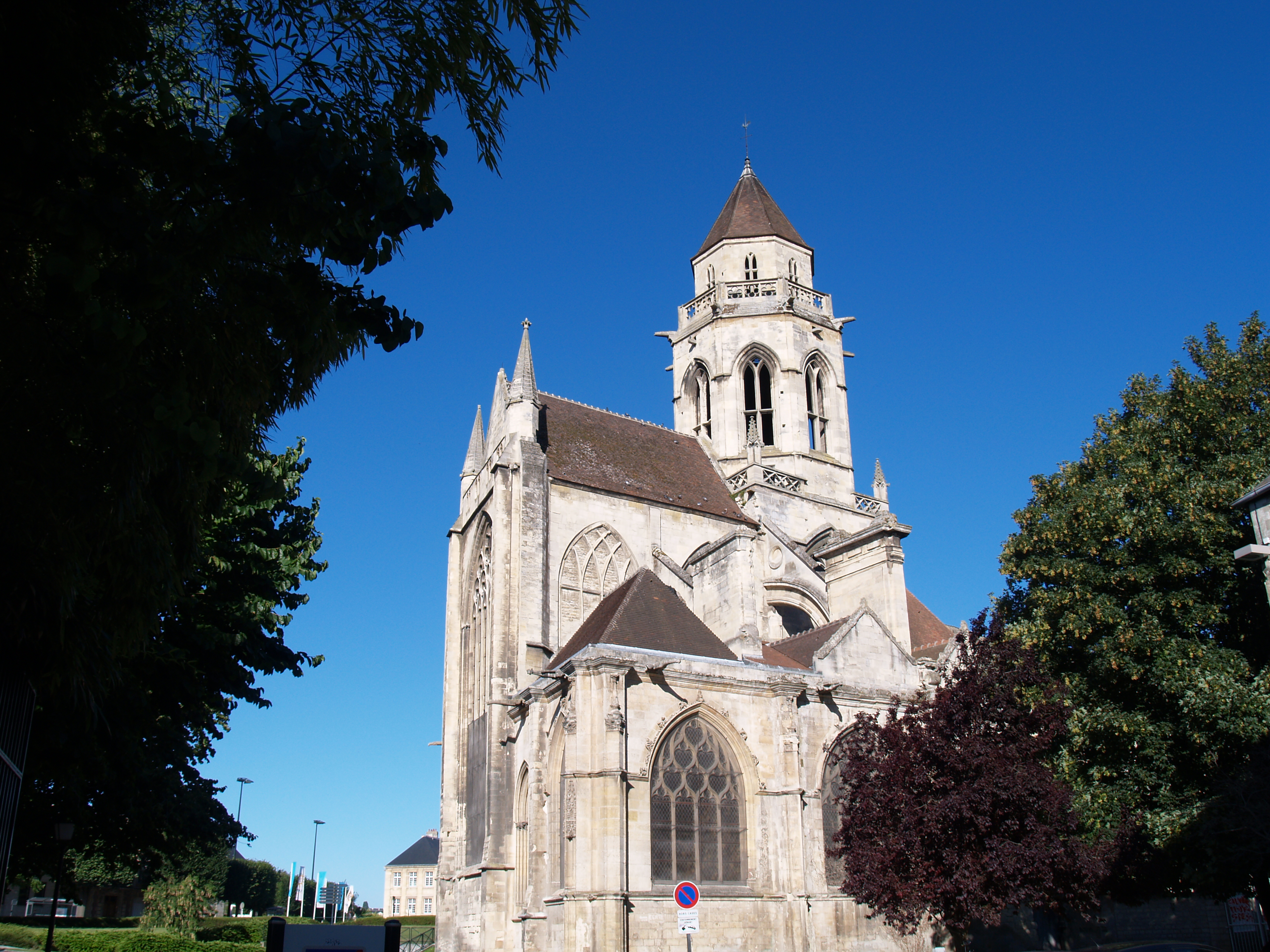
Chevet depuis la rue Arcisse de Caumont.
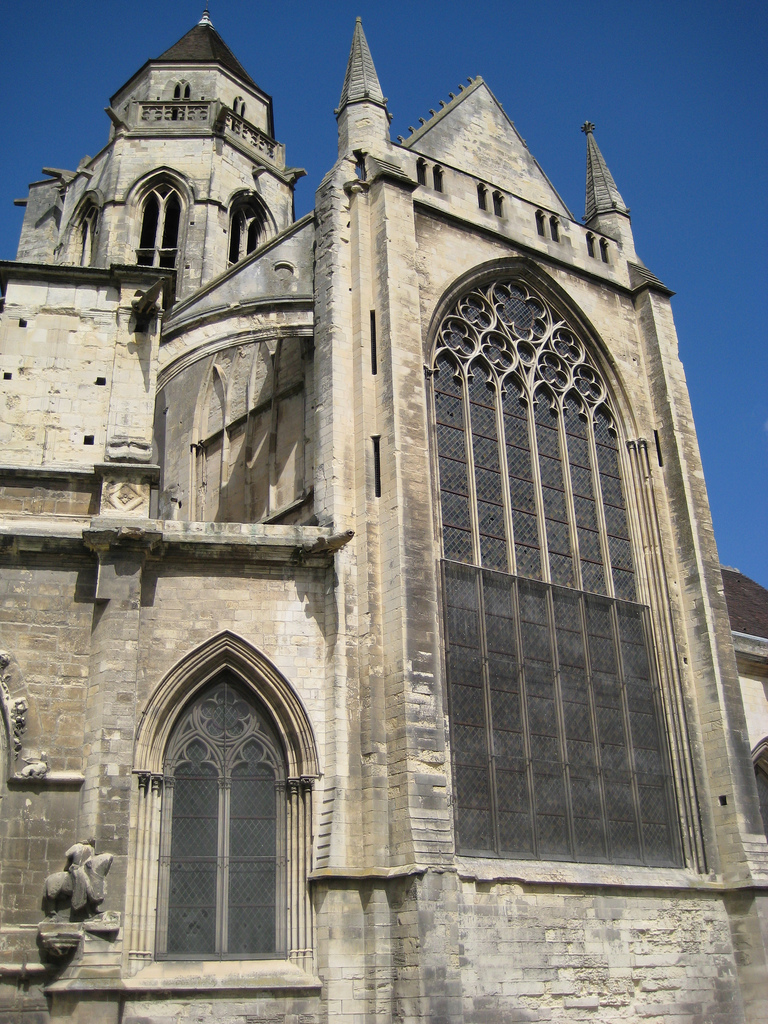
Détail du chevet.
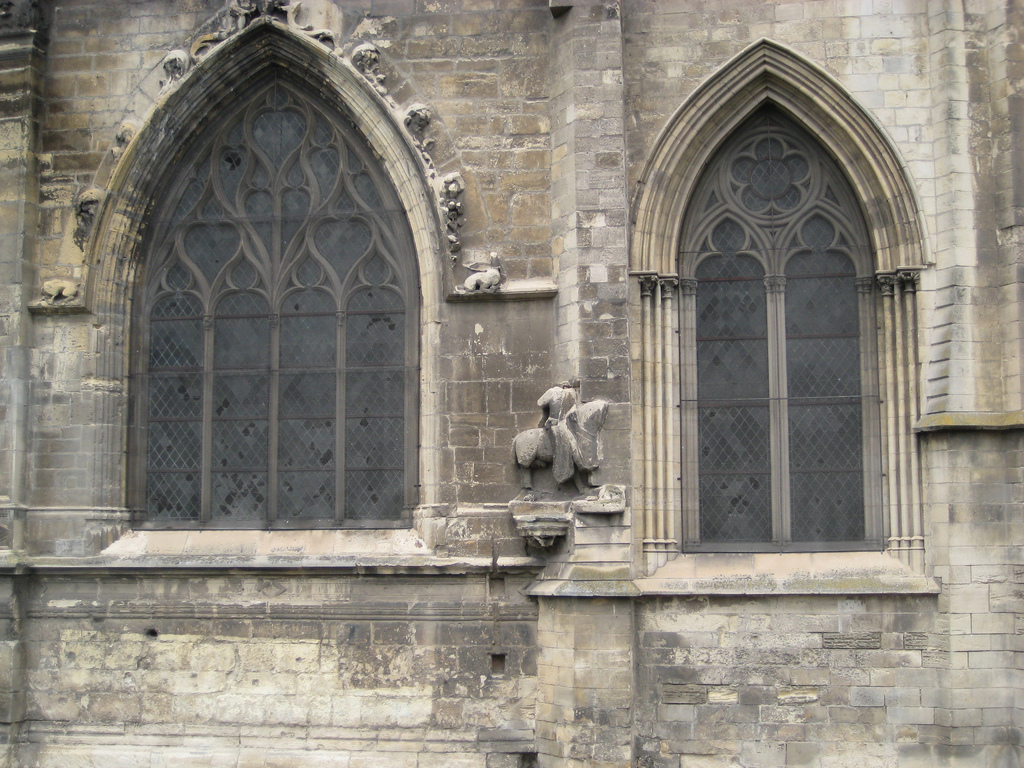
Bas-relief du cavalier.
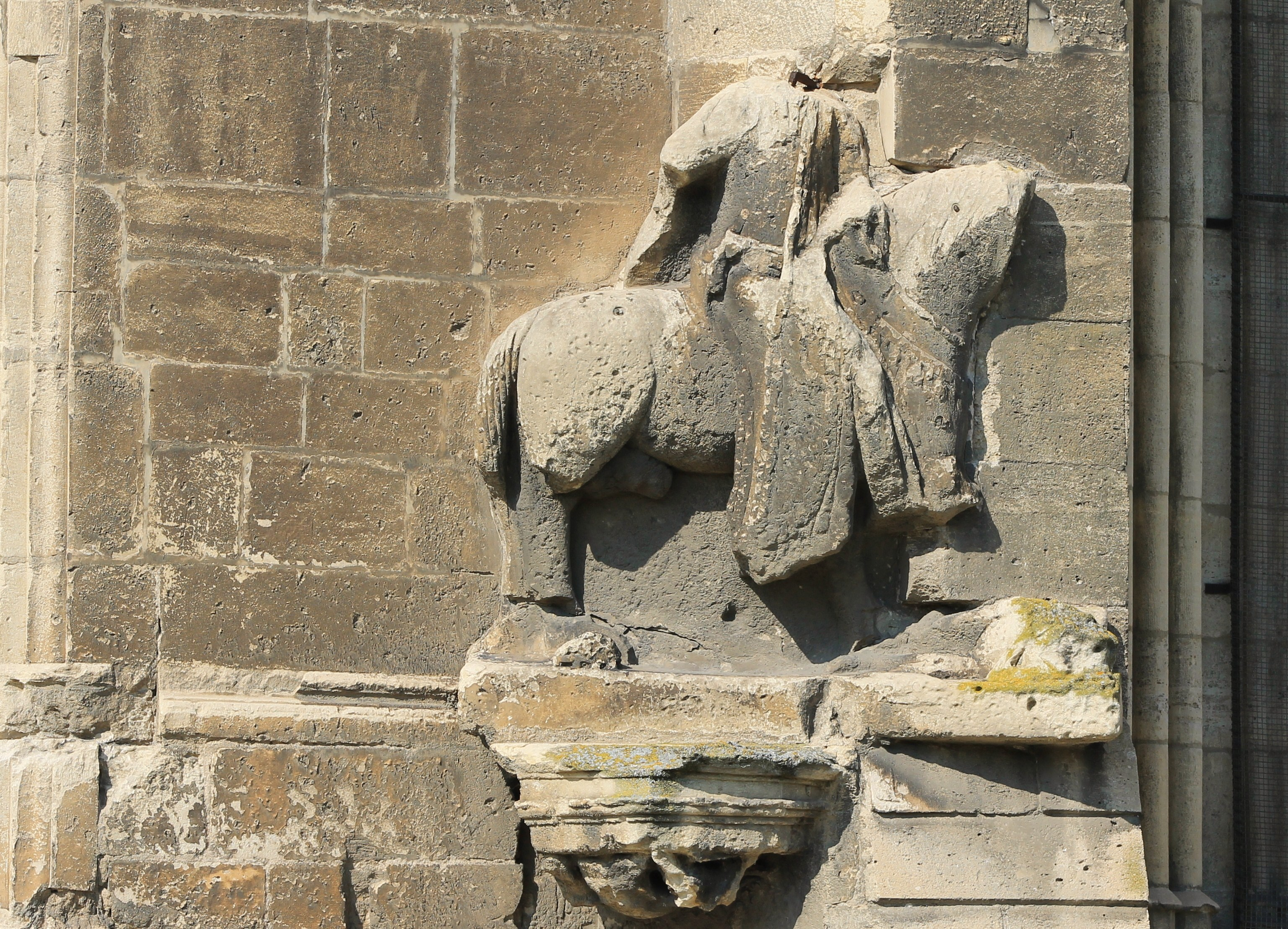
Détail du bas-relief du cavalier
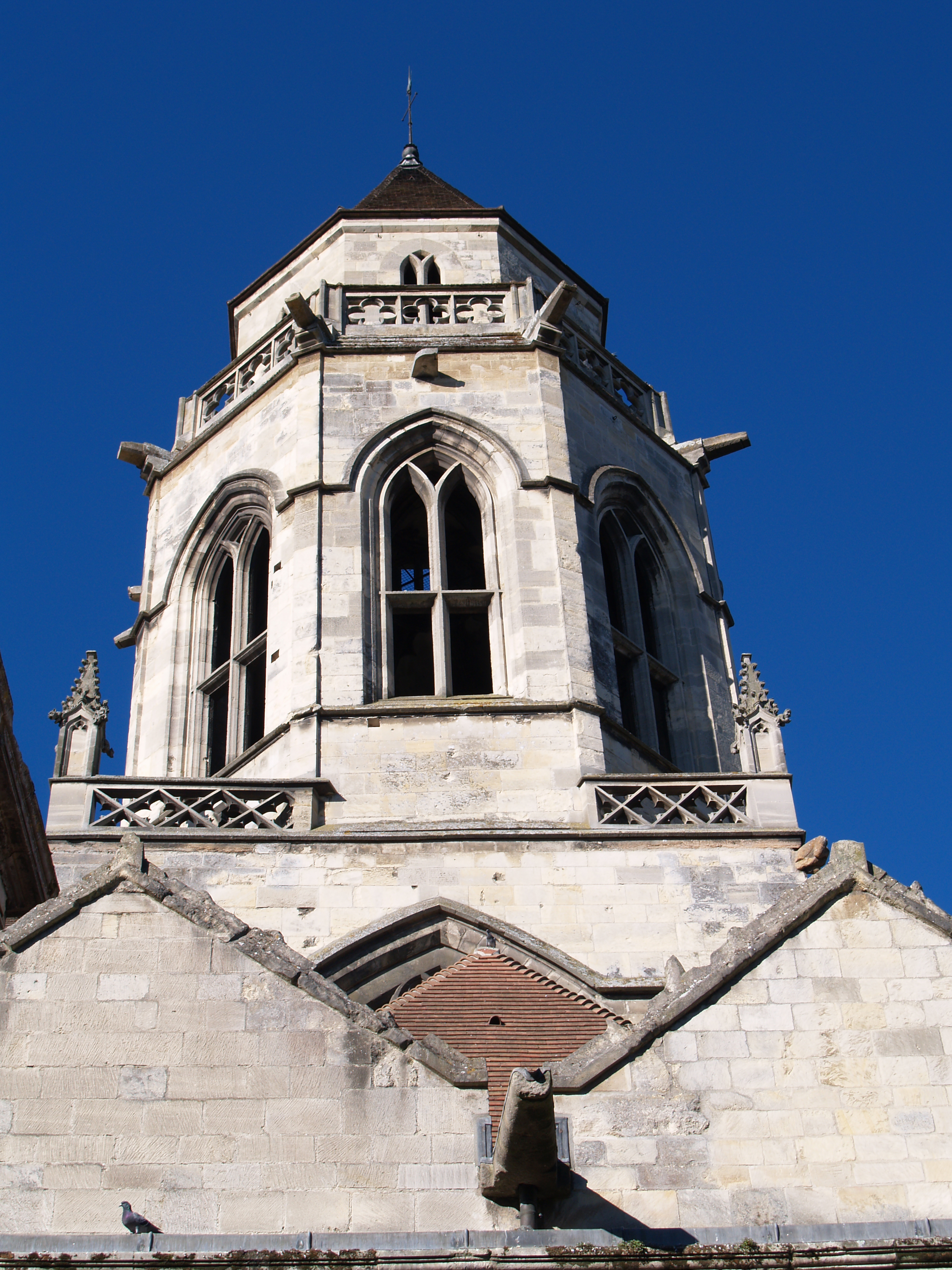
Tour-lanterne.
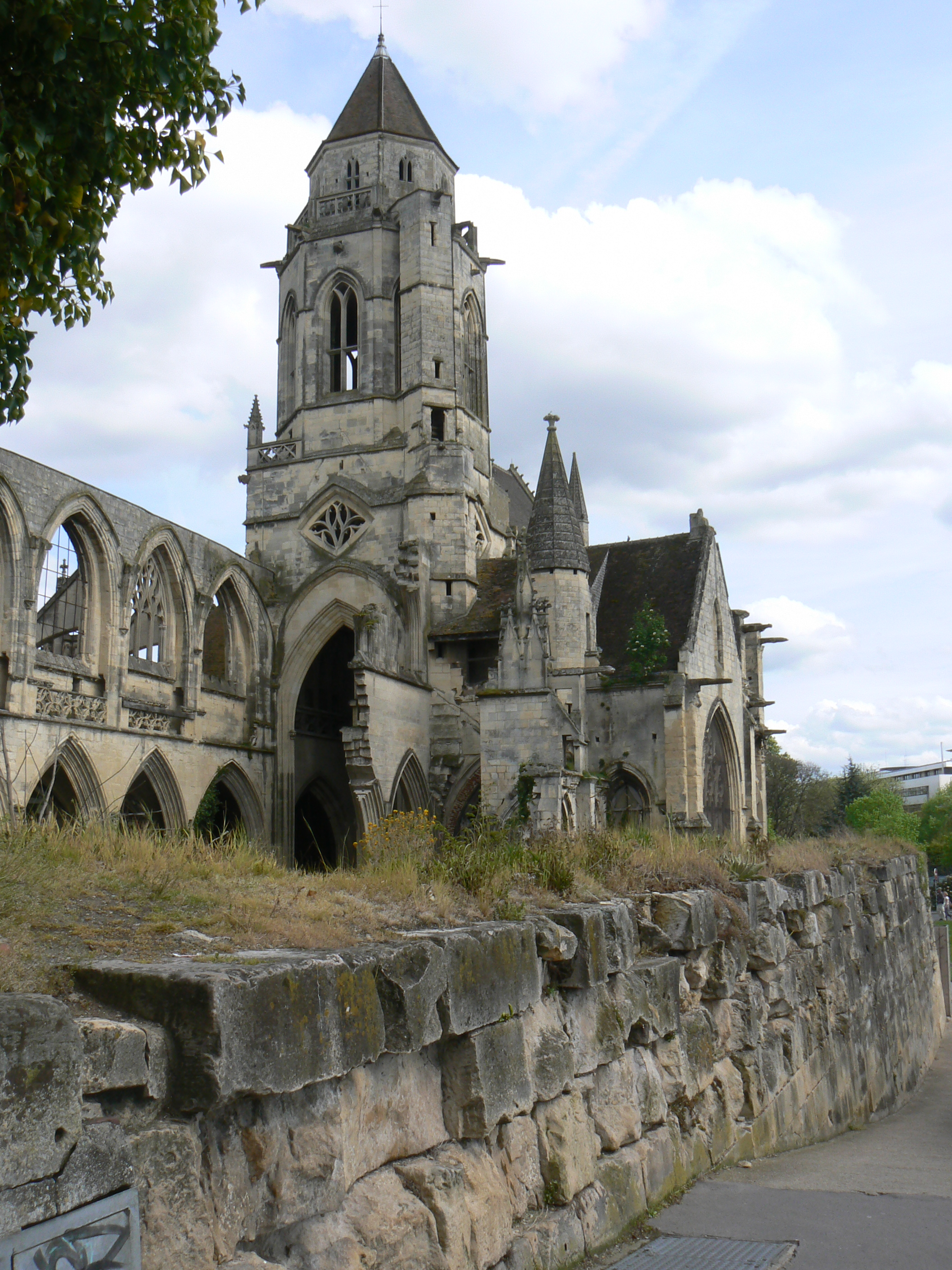
Ancien mur d'enceinte de la ville.
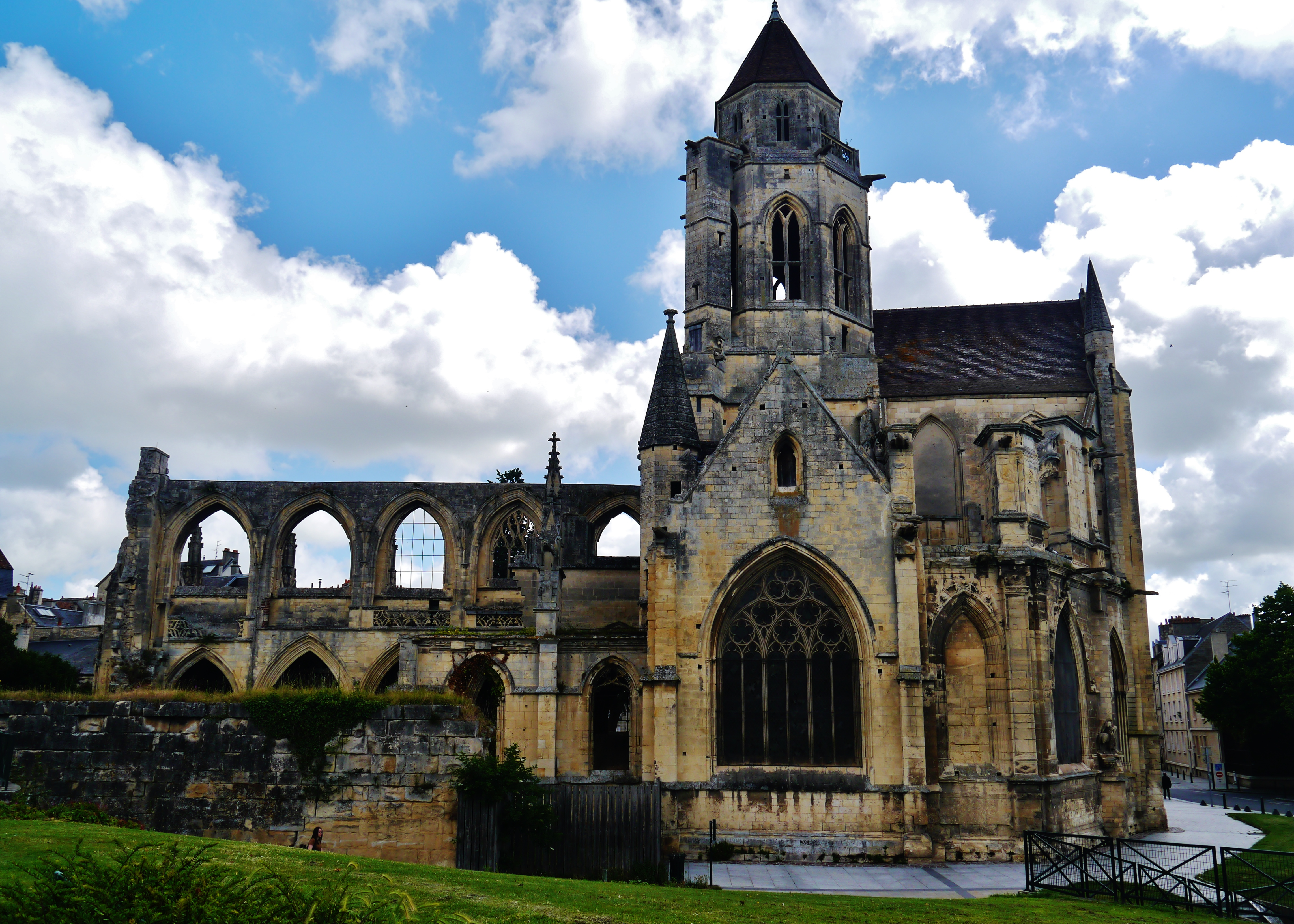
Église dans l'axe du transept.
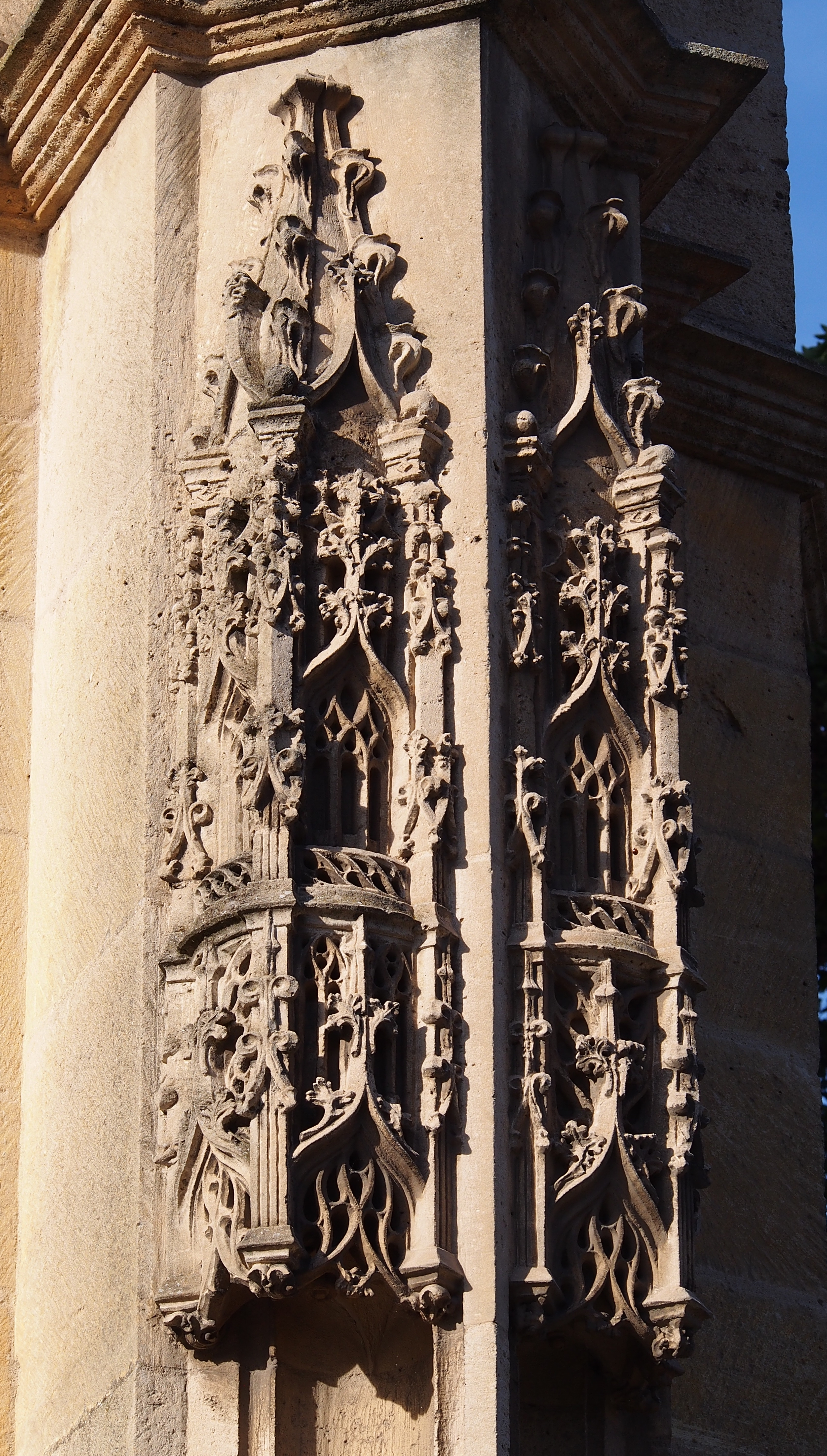
Détail d'un décor sur un contrefort est.